# Estação Lista
Lista é uma estação da Linha 4 do Metro de Madrid .
A estação foi vítima de uma ação de sabotagem em 10 de janeiro de 1938, durante a Guerra Civil Espanhola  .